# Joseph P. Kennedy sr.
Joseph Patrick (Joe) Kennedy sr. (Boston (Massachusetts), 6 september 1888 - Hyannis (Massachusetts), 18 november 1969) was een Amerikaans politicus en ondernemer en de vader van onder anderen president John F. Jack Kennedy, minister van Justitie en senator Robert F. Bobby Kennedy en senator voor Massachusetts Edward Ted Kennedy.

## Afkomst
Joseph was de zoon van Patrick J. Kennedy en Mary Augusta Hickey, en net als zijn Wheeler-Dealers-vader was hij een leidend Democraat in het Ierse deel van de lokale politiek te Boston in Massachusetts. In zijn jeugd ondervond hij - net als de andere Ieren in de VS toen - de harde, institutionele discriminatie tegen Ieren en katholieken van de kant van de protestantse WASP-groepen (White Anglo-Saxon Protestants) waardoor hij zijn leven lang een buitenstaander zou blijven. Na aan Harvard gestudeerd te hebben trouwde hij met Rose Fitzgerald, de dochter van de Iers-katholieke John F. Fitzgerald, de burgemeester van Boston. Het paar kreeg negen kinderen: Joseph Jnr (1915–1944), John (1917–1963††), Rosemary (1918–2005), Kathleen (1920–1948), Eunice (1921–2009), Patricia (1924–2006), Robert (1925–1968††), Jean (1928–2020) en Edward (1932–2009).

## Zakelijke carrière
Door de rijkdom van zijn vader Patrick die als kroegbaas was begonnen, kon Joseph starten als zakenman. Hij had een goede neus voor zaken en werd miljonair door het handelen in aandelen en vastgoed. Soms met omstreden middelen zoals handelen met voorkennis en omkopen van journalisten. Hij was een meester in de aandelenpool, een destijds legale methode van handelaren om de waarde van een aandeel gezamenlijk te verhogen, en dit aandeel dan vlak voor de waardedaling begon weer te verkopen. Voor de beurskrach van 1929 stopte hij met aandelenhandel. Hij handelde ook in alcohol en tijdens de 'drooglegging' kocht hij de rechten van enkele merken op en legde voorraden aan, vooruitlopend op het einde van de drooglegging die in 1933 zou volgen. Hiermee maakte hij opnieuw fortuin. In 1957 hoorde hij (inmiddels 69) volgens het blad Fortune (lijst Fortune 500) bij de twintig rijkste Amerikanen.

## Politiek
Kennedy gaf actieve steun en geld aan de verkiezings-campagne van President Roosevelt en als beloning werd hij door deze benoemd tot voorzitter van de Amerikaanse beurswaakhond, de Securities and Exchange Commission (SEC), waar Kennedy, volgens het principe dat je dieven het beste met dieven vangt, zich goed van zijn taak kweet en veel waardering oogstte. Roosevelt behield echter bepaalde reserves tegen de flamboyante zakenman en wilde hem niet in zijn kabinet hebben. Uiteindelijk benoemde hij Kennedy (januari 1938) tot ambassadeur van de VS in het Verenigd Koninkrijk. Het wordt algemeen aan de invloed van Kennedy toegeschreven, dat de Verenigde Staten de Republiek Spanje niet te hulp kwamen in de Spaanse Burgeroorlog van 1936-39.
Hij verzette zich heftig tegen een eventuele deelname van de VS aan de dreigende Tweede Wereldoorlog (hoewel in diezelfde periode zijn zoon John een afstudeerscriptie (1940: aan Harvard) schreef over de dreiging van Duitsland en de noodzaak tot deelname van de VS aan de beteugeling van Duitsland). Joseph Kennedy nam in oktober 1940 ontslag uit onvrede met Roosevelts besluit omtrent de actieve bemoeienis van de VS in de Tweede Wereldoorlog, maar steunde de Lend-Lease Act voor oorlogsleningen in natura aan Groot-Brittannië. De katholiek Kennedy was een uitgesproken antisemiet, die geen enkel medelijden met de Joden in nazi-Duitsland had - een eigenschap die zijn zoon John, de latere president, niet van hem overnam.
Joseph had goede hoop voor politieke carrières van zijn zoons, en moedigde zijn oudste zoon, Joseph P. Kennedy jr. aan president te worden. Deze kwam echter om het leven boven Engeland, tijdens zijn diensttijd in de oorlog (29 jaar). Joseph Sr. gaf toen zijn aandacht en steun aan zijn intellectueel begaafde, maar lichamelijk zwakkere en ziekelijke tweede zoon, John F. Kennedy. Die zou uiteindelijk met geringe marge in 1960 tot president worden gekozen - de eerste Iers-katholiek op die post (43 jaar jong) in de Verenigde Staten.
De moord op zijn zoon John in november 1963 had grote invloed op de familie en, bang om nog een kind te verliezen: Joseph was terughoudend in zijn ondersteuning van de nominatie tot president van zijn derde zoon, Robert F. Kennedy, in de verkiezingen van 1968. Zijn angst werd bewaarheid toen Robert in juni 1968 (42 jaar) tijdens zijn verkiezingscampagne werd vermoord, door Sirhan Sirhan.
Joseph Kennedy Snr kreeg in 1961 een beroerte die hem verlamde en het spreken onmogelijk maakte. John Kennedy's vrouw, Jacqueline Bouvier Kennedy (1929-1994), met wie Joseph altijd uitstekend had kunnen opschieten, was de enige die hem in die tijd kon kalmeren door hem lang over zijn wang te aaien. Hij overleed op 18 november 1969, 81 jaar oud.
Volgens geschiedkundigen heeft Joseph Kennedy veel betekend voor de emancipatie van de Iers-katholieke gemeenschap in de VS, ondanks zijn zeer discutabele methoden.

## Privéleven

### Liefdesleven
Joseph Kennedy stond bekend als een notoir rokkenjager en had tijdens zijn huwelijksleven talrijke liefdesrelaties met personaliteiten en diva's uit de high society. In zijn tijd als eigenaar van enkele filmstudio's had hij, nog steeds getrouwd, een verhouding met filmster Gloria Swanson en later met uitgeefster Clare Boothe Luce. In de zomer van 1938 bracht de ganse familie Kennedy de vakantie door in een gehuurde villa in Antibes, aan de Franse Rivièra. In de strandcabine van het naburige Hôtel du Cap-Eden-Roc begon Joseph in augustus 1938 een verhouding met actrice/zangeres Marlene Dietrich, die in het prestigieuze hotel haar zomerverblijf had. Om Dietrichs filmcarrière uit het slop te halen zou hij een jaar later onderhandelen met Universal Studios-filmproducent Joe Pasternak voor haar hoofdrol in de western Destry Rides Again (1939). Eveneens in Antibes raakte Joseph Kennedy's oudste dochter Rosemary Kennedy (1918-2005), ondanks het leeftijdsverschil, goed bevriend met Maria Riva, de dertienjarige enige dochter van (Am.-Duitse) Dietrich. Zij zou Rosemary later omschrijven als "het beschadigde schaduwkind van een bruisende en scherpzinnige familie".

### Autoritaire vader
Uit de biografie van John F. Kennedy blijkt dat zijn vader Joe een autoritaire, afstandelijke en bovendien constant afwezige echtgenoot was, die de opvoeding van zijn kinderen geheel overliet aan zijn vrouw Rose, die dat echter niet goed aankon. Het feit dat hun dochter Rosemary Kennedy (1918-2005) een lager IQ (90) had dan de rest van haar hoogbegaafde en competitief ingestelde familie, frustreerde Rosemary zodanig dat ze regelmatig  stemmingsstoornissen en hysterische, gewelddadige woedeaanvallen kreeg. Door haar verstandelijke beperking en afwijkend gedrag raakte ze sociaal geïsoleerd binnen het gezin. Toen zij bij het bereiken van de volwassenheid steeds rebelser werd en het risico van een seksuele uitspatting groeide, werd in 1941 op last van haar vader een lobotomie op haar uitgevoerd. Daardoor werd zij voor de rest van haar leven zwaar gehandicapt en volkomen afhankelijk, leed aan incontinentie en kon niet meer spreken of lezen.
|                          |                          |                          |                          |                          |                          |  |  | Patrick Joseph 1858-1929            | Patrick Joseph 1858-1929            | Patrick Joseph 1858-1929            | Patrick Joseph 1858-1929            | Patrick Joseph 1858-1929            | Patrick Joseph 1858-1929            |  |  | Mary Augusta Hickey   | Mary Augusta Hickey   | Mary Augusta Hickey   | Mary Augusta Hickey   | Mary Augusta Hickey   | Mary Augusta Hickey   |  |  |                    |                    |                    |                    |                    |                    |  |  |                          |                          |                          |                          |                          |                          |  |  |                       |                       |                       |                       |                       |                       |  |  |                          |                          |                          |                          |                          |                          |  |  |                                      |                                      |                                      |                                      |                                      |                                      |  |  |                            |                            |                            |                            |                            |                            |  |  |                    |                    |                    |                    |                    |                    |  |  |                        |                        |                        |                        |                        |                        |
|                          |                          |                          |                          |                          |                          |  |  | Patrick Joseph 1858-1929            | Patrick Joseph 1858-1929            | Patrick Joseph 1858-1929            | Patrick Joseph 1858-1929            | Patrick Joseph 1858-1929            | Patrick Joseph 1858-1929            |  |  | Mary Augusta Hickey   | Mary Augusta Hickey   | Mary Augusta Hickey   | Mary Augusta Hickey   | Mary Augusta Hickey   | Mary Augusta Hickey   |  |  |                    |                    |                    |                    |                    |                    |  |  |                          |                          |                          |                          |                          |                          |  |  |                       |                       |                       |                       |                       |                       |  |  |                          |                          |                          |                          |                          |                          |  |  |                                      |                                      |                                      |                                      |                                      |                                      |  |  |                            |                            |                            |                            |                            |                            |  |  |                    |                    |                    |                    |                    |                    |  |  |                        |                        |                        |                        |                        |                        |
|                          |                          |                          |                          |                          |                          |  |  |                                     |                                     |                                     |                                     |                                     |                                     |  |  |                       |                       |                       |                       |                       |                       |  |  |                    |                    |                    |                    |                    |                    |  |  |                          |                          |                          |                          |                          |                          |  |  |                       |                       |                       |                       |                       |                       |  |  |                          |                          |                          |                          |                          |                          |  |  |                                      |                                      |                                      |                                      |                                      |                                      |  |  |                            |                            |                            |                            |                            |                            |  |  |                    |                    |                    |                    |                    |                    |  |  |                        |                        |                        |                        |                        |                        |
|                          |                          |                          |                          |                          |                          |  |  |                                     |                                     |                                     |                                     |                                     |                                     |  |  |                       |                       |                       |                       |                       |                       |  |  |                    |                    |                    |                    |                    |                    |  |  |                          |                          |                          |                          |                          |                          |  |  |                       |                       |                       |                       |                       |                       |  |  |                          |                          |                          |                          |                          |                          |  |  |                                      |                                      |                                      |                                      |                                      |                                      |  |  |                            |                            |                            |                            |                            |                            |  |  |                    |                    |                    |                    |                    |                    |  |  |                        |                        |                        |                        |                        |                        |
| Joseph Patrick 1888-1969 | Joseph Patrick 1888-1969 | Joseph Patrick 1888-1969 | Joseph Patrick 1888-1969 | Joseph Patrick 1888-1969 | Joseph Patrick 1888-1969 |  |  | Rose Elizabeth Fitzgerald           | Rose Elizabeth Fitzgerald           | Rose Elizabeth Fitzgerald           | Rose Elizabeth Fitzgerald           | Rose Elizabeth Fitzgerald           | Rose Elizabeth Fitzgerald           |  |  | Mary Loretta          | Mary Loretta          | Mary Loretta          | Mary Loretta          | Mary Loretta          | Mary Loretta          |  |  | Margaret Louise    | Margaret Louise    | Margaret Louise    | Margaret Louise    | Margaret Louise    | Margaret Louise    |  |  |                          |                          |                          |                          |                          |                          |  |  |                       |                       |                       |                       |                       |                       |  |  |                          |                          |                          |                          |                          |                          |  |  |                                      |                                      |                                      |                                      |                                      |                                      |  |  |                            |                            |                            |                            |                            |                            |  |  |                    |                    |                    |                    |                    |                    |  |  |                        |                        |                        |                        |                        |                        |
| Joseph Patrick 1888-1969 | Joseph Patrick 1888-1969 | Joseph Patrick 1888-1969 | Joseph Patrick 1888-1969 | Joseph Patrick 1888-1969 | Joseph Patrick 1888-1969 |  |  | Rose Elizabeth Fitzgerald           | Rose Elizabeth Fitzgerald           | Rose Elizabeth Fitzgerald           | Rose Elizabeth Fitzgerald           | Rose Elizabeth Fitzgerald           | Rose Elizabeth Fitzgerald           |  |  | Mary Loretta          | Mary Loretta          | Mary Loretta          | Mary Loretta          | Mary Loretta          | Mary Loretta          |  |  | Margaret Louise    | Margaret Louise    | Margaret Louise    | Margaret Louise    | Margaret Louise    | Margaret Louise    |  |  |                          |                          |                          |                          |                          |                          |  |  |                       |                       |                       |                       |                       |                       |  |  |                          |                          |                          |                          |                          |                          |  |  |                                      |                                      |                                      |                                      |                                      |                                      |  |  |                            |                            |                            |                            |                            |                            |  |  |                    |                    |                    |                    |                    |                    |  |  |                        |                        |                        |                        |                        |                        |
|                          |                          |                          |                          |                          |                          |  |  |                                     |                                     |                                     |                                     |                                     |                                     |  |  |                       |                       |                       |                       |                       |                       |  |  |                    |                    |                    |                    |                    |                    |  |  |                          |                          |                          |                          |                          |                          |  |  |                       |                       |                       |                       |                       |                       |  |  |                          |                          |                          |                          |                          |                          |  |  |                                      |                                      |                                      |                                      |                                      |                                      |  |  |                            |                            |                            |                            |                            |                            |  |  |                    |                    |                    |                    |                    |                    |  |  |                        |                        |                        |                        |                        |                        |
|                          |                          |                          |                          |                          |                          |  |  |                                     |                                     |                                     |                                     |                                     |                                     |  |  |                       |                       |                       |                       |                       |                       |  |  |                    |                    |                    |                    |                    |                    |  |  |                          |                          |                          |                          |                          |                          |  |  |                       |                       |                       |                       |                       |                       |  |  |                          |                          |                          |                          |                          |                          |  |  |                                      |                                      |                                      |                                      |                                      |                                      |  |  |                            |                            |                            |                            |                            |                            |  |  |                    |                    |                    |                    |                    |                    |  |  |                        |                        |                        |                        |                        |                        |
| Joseph Patrick 1915-1944 | Joseph Patrick 1915-1944 | Joseph Patrick 1915-1944 | Joseph Patrick 1915-1944 | Joseph Patrick 1915-1944 | Joseph Patrick 1915-1944 |  |  | John Fitzgerald president 1917-1963 | John Fitzgerald president 1917-1963 | John Fitzgerald president 1917-1963 | John Fitzgerald president 1917-1963 | John Fitzgerald president 1917-1963 | John Fitzgerald president 1917-1963 |  |  | Jacqueline Bouvier    | Jacqueline Bouvier    | Jacqueline Bouvier    | Jacqueline Bouvier    | Jacqueline Bouvier    | Jacqueline Bouvier    |  |  | Rosemary 1918-2005 | Rosemary 1918-2005 | Rosemary 1918-2005 | Rosemary 1918-2005 | Rosemary 1918-2005 | Rosemary 1918-2005 |  |  | Kathleen Agnes 1920-1948 | Kathleen Agnes 1920-1948 | Kathleen Agnes 1920-1948 | Kathleen Agnes 1920-1948 | Kathleen Agnes 1920-1948 | Kathleen Agnes 1920-1948 |  |  | Eunice Mary 1921-2009 | Eunice Mary 1921-2009 | Eunice Mary 1921-2009 | Eunice Mary 1921-2009 | Eunice Mary 1921-2009 | Eunice Mary 1921-2009 |  |  | Patricia Helen 1924-2006 | Patricia Helen 1924-2006 | Patricia Helen 1924-2006 | Patricia Helen 1924-2006 | Patricia Helen 1924-2006 | Patricia Helen 1924-2006 |  |  | Robert Francis minister 1925-1968    | Robert Francis minister 1925-1968    | Robert Francis minister 1925-1968    | Robert Francis minister 1925-1968    | Robert Francis minister 1925-1968    | Robert Francis minister 1925-1968    |  |  | Ethel Skakel 1928-2024     | Ethel Skakel 1928-2024     | Ethel Skakel 1928-2024     | Ethel Skakel 1928-2024     | Ethel Skakel 1928-2024     | Ethel Skakel 1928-2024     |  |  | Jean Ann 1928-2020 | Jean Ann 1928-2020 | Jean Ann 1928-2020 | Jean Ann 1928-2020 | Jean Ann 1928-2020 | Jean Ann 1928-2020 |  |  | Edward Moore 1932-2009 | Edward Moore 1932-2009 | Edward Moore 1932-2009 | Edward Moore 1932-2009 | Edward Moore 1932-2009 | Edward Moore 1932-2009 |
| Joseph Patrick 1915-1944 | Joseph Patrick 1915-1944 | Joseph Patrick 1915-1944 | Joseph Patrick 1915-1944 | Joseph Patrick 1915-1944 | Joseph Patrick 1915-1944 |  |  | John Fitzgerald president 1917-1963 | John Fitzgerald president 1917-1963 | John Fitzgerald president 1917-1963 | John Fitzgerald president 1917-1963 | John Fitzgerald president 1917-1963 | John Fitzgerald president 1917-1963 |  |  | Jacqueline Bouvier    | Jacqueline Bouvier    | Jacqueline Bouvier    | Jacqueline Bouvier    | Jacqueline Bouvier    | Jacqueline Bouvier    |  |  | Rosemary 1918-2005 | Rosemary 1918-2005 | Rosemary 1918-2005 | Rosemary 1918-2005 | Rosemary 1918-2005 | Rosemary 1918-2005 |  |  | Kathleen Agnes 1920-1948 | Kathleen Agnes 1920-1948 | Kathleen Agnes 1920-1948 | Kathleen Agnes 1920-1948 | Kathleen Agnes 1920-1948 | Kathleen Agnes 1920-1948 |  |  | Eunice Mary 1921-2009 | Eunice Mary 1921-2009 | Eunice Mary 1921-2009 | Eunice Mary 1921-2009 | Eunice Mary 1921-2009 | Eunice Mary 1921-2009 |  |  | Patricia Helen 1924-2006 | Patricia Helen 1924-2006 | Patricia Helen 1924-2006 | Patricia Helen 1924-2006 | Patricia Helen 1924-2006 | Patricia Helen 1924-2006 |  |  | Robert Francis minister 1925-1968    | Robert Francis minister 1925-1968    | Robert Francis minister 1925-1968    | Robert Francis minister 1925-1968    | Robert Francis minister 1925-1968    | Robert Francis minister 1925-1968    |  |  | Ethel Skakel 1928-2024     | Ethel Skakel 1928-2024     | Ethel Skakel 1928-2024     | Ethel Skakel 1928-2024     | Ethel Skakel 1928-2024     | Ethel Skakel 1928-2024     |  |  | Jean Ann 1928-2020 | Jean Ann 1928-2020 | Jean Ann 1928-2020 | Jean Ann 1928-2020 | Jean Ann 1928-2020 | Jean Ann 1928-2020 |  |  | Edward Moore 1932-2009 | Edward Moore 1932-2009 | Edward Moore 1932-2009 | Edward Moore 1932-2009 | Edward Moore 1932-2009 | Edward Moore 1932-2009 |
|                          |                          |                          |                          |                          |                          |  |  |                                     |                                     |                                     |                                     |                                     |                                     |  |  |                       |                       |                       |                       |                       |                       |  |  |                    |                    |                    |                    |                    |                    |  |  |                          |                          |                          |                          |                          |                          |  |  |                       |                       |                       |                       |                       |                       |  |  |                          |                          |                          |                          |                          |                          |  |  |                                      |                                      |                                      |                                      |                                      |                                      |  |  |                            |                            |                            |                            |                            |                            |  |  |                    |                    |                    |                    |                    |                    |  |  |                        |                        |                        |                        |                        |                        |
|                          |                          |                          |                          |                          |                          |  |  |                                     |                                     |                                     |                                     |                                     |                                     |  |  |                       |                       |                       |                       |                       |                       |  |  |                    |                    |                    |                    |                    |                    |  |  |                          |                          |                          |                          |                          |                          |  |  |                       |                       |                       |                       |                       |                       |  |  |                          |                          |                          |                          |                          |                          |  |  |                                      |                                      |                                      |                                      |                                      |                                      |  |  |                            |                            |                            |                            |                            |                            |  |  |                    |                    |                    |                    |                    |                    |  |  |                        |                        |                        |                        |                        |                        |
|                          |                          |                          |                          |                          |                          |  |  | Caroline 1957 ambassadeur           | Caroline 1957 ambassadeur           | Caroline 1957 ambassadeur           | Caroline 1957 ambassadeur           | Caroline 1957 ambassadeur           | Caroline 1957 ambassadeur           |  |  | John F. jr. 1960-1999 | John F. jr. 1960-1999 | John F. jr. 1960-1999 | John F. jr. 1960-1999 | John F. jr. 1960-1999 | John F. jr. 1960-1999 |  |  |                    |                    |                    |                    |                    |                    |  |  |                          |                          |                          |                          |                          |                          |  |  |                       |                       |                       |                       |                       |                       |  |  |                          |                          |                          |                          |                          |                          |  |  | Joseph Patrick II afgevaardigde 1952 | Joseph Patrick II afgevaardigde 1952 | Joseph Patrick II afgevaardigde 1952 | Joseph Patrick II afgevaardigde 1952 | Joseph Patrick II afgevaardigde 1952 | Joseph Patrick II afgevaardigde 1952 |  |  | Robert F. jr minister 1954 | Robert F. jr minister 1954 | Robert F. jr minister 1954 | Robert F. jr minister 1954 | Robert F. jr minister 1954 | Robert F. jr minister 1954 |  |  |                    |                    |                    |                    |                    |                    |  |  |                        |                        |                        |                        |                        |                        |

- Bibsys: 97004669
- Bibliothèque nationale de France: cb12530645j (data)
- CiNii: DA05455063
- Gemeinsame Normdatei: 118747002
- International Standard Name Identifier: 0000 0000 8089 0824
- Library of Congress Control Number: n79126863
- National Archives and Records Administration: 10581186
- Bibliotheek van het Japanse parlement: 00620924
- Nationale Bibliotheek van Tsjechië: jx20090202001
- Nationale bibliotheek van Australië: 35266219
- Nationale Bibliotheek van Israël: 987007276182405171
- Nationale Bibliotheek van Polen: a0000002251092
- Nederlandse Thesaurus van Auteursnamen: 149073143
- LIBRIS: 333446
- SNAC: w6959st1
- Système universitaire de documentation: 034563105
- Trove: 889265
- Virtual International Authority File: 9958210
- WorldCat: E39PBJjxxfK6rkQ3rwTRmJ6Yfq